# 滨海萨勒
滨海萨勒（法語：Salles-sur-Mer，法語發音：[sal syʁ mɛʁ]）是法国滨海夏朗德省的一个市镇，位于该省西北部，属于拉罗谢尔区。

## 地理
滨海萨勒（46°6'16"N, 1°3'19"W）面积14.03 平方千米，位于法国新阿基坦大区滨海夏朗德省，该省份为法国西部滨海省份，北起旺代省，西临大西洋，南至吉倫特省，东南接多爾多涅省，东北接德塞夫勒省接壤，东临夏朗德省。
与滨海萨勒接壤的市镇（或旧市镇、城区）包括：昂古兰、沙泰拉永普拉日、克鲁瓦沙波、拉雅尔讷、拉雅里、圣维维安、泰雷。

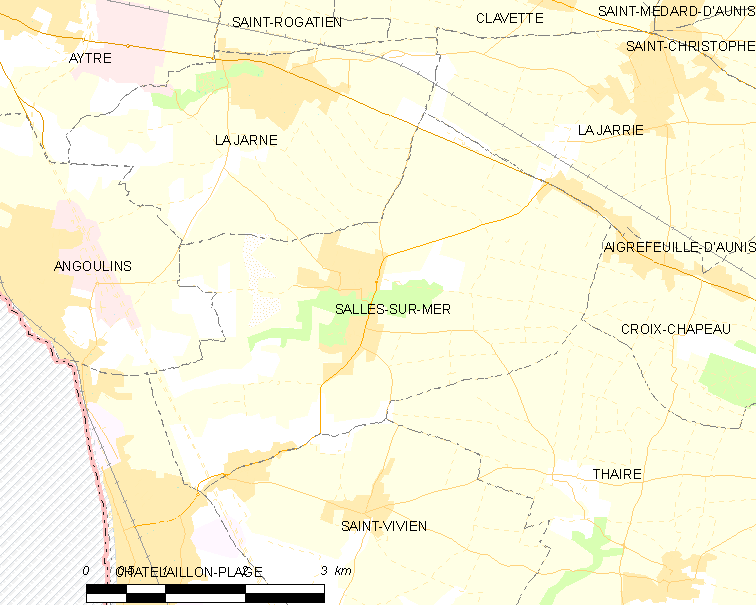
滨海萨勒的OSM定位图

滨海萨勒的时区为UTC+01:00、UTC+02:00（夏令时）。

## 行政
滨海萨勒的邮政编码为17220，INSEE市镇编码为17420。

## 政治
滨海萨勒所属的省级选区为沙泰拉永普拉日县。

## 人口

1962-2008年间滨海萨勒人口变化图示

滨海萨勒于2022年1月1日时的人口数量为2427人。